# Осъдена душа
Осъдена душа е петият студиен албум на певицата Мария. Издаден е от Пайнер през 2005 година и включва 10 песни.

## Песни
1. Не те обичам
2. Желая те
3. Не ставаш
4. Побъркани от любов
5. Не съвсем
6. Само мой
7. Всичко свърши
8. Трябва да те намразя
9. Не, не, не
10. Осъдена душа

## Видеоклипове
| Видеоклип            | Премиера | Албум        | Режисьор                |
| -------------------- | -------- | ------------ | ----------------------- |
| Желая те             | 2005     | Осъдена душа | Николай Скерлев         |
| Не съвсем            | 2005     | Осъдена душа | Николай Скерлев         |
| Не те обичам         | 2005     | Осъдена душа | Николай Скерлев         |
| Осъдена душа         | 2005     | Осъдена душа | Николай Скерлев         |
| Трябва да те намразя | 2006     | Осъдена душа | Людмил Иларионов — Люси |

## ТВ Версии
| Видеоклип          | Албум        | Програма                                                    |
| ------------------ | ------------ | ----------------------------------------------------------- |
| Осъдена душа       | Осъдена душа | Промоция „Всичко води към теб“, Промоция „Дяволско желание“ |
| Всичко свърши      | Осъдена душа | Коледна програма „Рождество“                                |
| Не, не, не         | Осъдена душа | Новогодишна програма „Новогодишен тайфун“                   |
| Побъркани от любов | Осъдена душа | Новогодишна програма „Новогодишен тайфун“                   |

## Музикални изяви

### Участия в концерти
- Турне „Планета Прима“ 2005 – изп. „За теб“, „Желая те“, „Ще боли“, „Побъркани от любов“, „Не съвсем“, „Направи го“ и „Твоят град“
- 4 години телевизия „Планета“ – изп. „Не те обичам“
- Награди на телевизия „Планета“ за 2005 г. – изп. „Не те обичам“
- Награди на списание „Нов фолк“ за 2005 г. – изп. „Не съвсем“, „Желая те“, „Трябва да те намразя“ и „Не те обичам“
- Концерт „Планета Мура Мега“ – изп. „Желая те“, „Не те обичам“, „Не съвсем“, „Точно за мен“ и „Единствен“